# Devin Searcy
Devin Searcy (Romulus, Míchigan, 25 de agosto de 1989) es un jugador de baloncesto estadounidense que pertenece a la plantilla del Rasta Vechta de la ProA (Basketball Bundesliga), la segunda división alemana. Con 2,08 metros de estatura, juega en la posición de ala-pívot.

## Trayectoria deportiva

### Universidad
Jugó durante cuatro temporadas con los Flyers de la Universidad de Dayton, en las que promedió 3,0 puntos y 2,7 rebotes por partido.

### Profesional
Tras no ser elegido en el Draft de la NBA de 2011, fichó por el equipo japonés del Toyama Grouses, de la Bj league, donde jugó una temporada, en la que promedió 13,8 puntos y 10,8 rebotes por partido.
Al año siguiente jugó las Ligas de Verano de la NBA y la pretemporada con los Philadelphia 76ers, pero fue despedido antes del comienzo de la competición. En noviembre de 2012 se comprometió por una temporada con el BC Triumph Lyubertsy  ruso, en la que promedió 5,1 puntos y 3,7 rebotes por partido.
En junio de 2013 fichó por el Eisbären Bremerhaven de la Basketball Bundesliga, donde jugó dos temporadas, la segunda de ellas ya como titular, en la que promedió 11,9 puntos y 8,2 rebotes por partido.
En julio de 2015 fichó por el Rouen Métropole Basket francés, pero fue cortado en noviembre, tras disputar únicamente seis partidos en los que había promediado 6,5 puntos y 5,2 rebotes. Pocos días después se comprometió con el s.Oliver Baskets, regresando a la liga alemana. Allí acabó la temporada promediando 5,4 puntos y 3,6 rebotes por partido.
En junio de 2016 fichó por el SC Rasta Vechta.
Durante la temporada 2019-20 juega en Rumanía en las filas del BCM U Pitești.
En enero de 2021, firma con el Start Lublin de la PLK polaca, tras comenzar la temporada 2020-21 en las filas del Falco KC Szombathely húngaro.
En la temporada 2021-22, firma por el Rasta Vechta de la ProA (Basketball Bundesliga), la segunda división alemana.